# Cantó de Lilla-Oest
El cantó de Lilla-Oest és una divisió administrativa francesa, situada al departament del Nord i la regió dels Alts de França.

## Composició
El cantó de Lille-Oest comprèn les comunes de:
- Lambersart
- Lilla
- Marquette-lez-Lille
- Saint-André-lez-Lille
- Wambrechies

## Història
| Date d'elecció                        | Identitat        | Partit  |
| ------------------------------------- | ---------------- | ------- |
| 1976-1988                             | Georges Delfosse | UDF-CDS |
| 1988-1994                             | Jeanine Delfosse | UDF-CDS |
| 1994-2001                             | Jean Talman      | UDF-CDS |
| 2001-                                 | Olivier Henno    | MoDem   |
| Les dades anteriors no són conegudes. |                  |         |
|                                       |                  |         |